# Paradiallus
Paradiallus is een kevergeslacht uit de familie van de boktorren (Cerambycidae). De wetenschappelijke naam van het geslacht werd voor het eerst geldig gepubliceerd in 1950 door Breuning.

## Soorten
Paradiallus omvat de volgende soorten:
- Paradiallus duaulti Breuning, 1962
- Paradiallus ochreosticticus Breuning, 1950